# Samodzielna Armia Uralska
Samodzielna Armia Uralska (ros. Отдельная Уральская армия) – związek operacyjny Kozaków uralskich podczas wojny domowej w Rosji.

## Historia
Na przełomie 1917/1918 r. z frontu nad Ural powracały jednostki wojskowe złożone z Kozaków uralskich. Między nimi i oddziałami bolszewickimi dochodziło często do walk. Część jednostek kozackich zostało po drodze rozbrojonych. Do lutego 1918 r. bolszewicy nie podejmowali żadnych wrogich działań przeciwko przybyłym nad Ural oddziałom kozackim. Było to związane z obawą utworzenia nowego frontu walk przed rozprawieniem się z działającą na południu Rosji Armią Ochotniczą. Bolszewicy liczyli też na przejęcie przez Kozaków uralskich idei rewolucyjnych, do czego jednak nie doszło. Z drugiej strony Kozacy uralscy nie mieli wystarczającej ilości uzbrojenia, aby wystąpić przeciwko władzy bolszewickiej. Z biegiem czasu bolszewicy zaczęli Kozakom przesyłać coraz częstsze ultimata domagające się wspólnej walki z wojskami białych, czego Kozacy nie chcieli.
Pod koniec lutego 1918 r. doszło do wystąpienia zbrojnego Kozaków przeciwko bolszewikom. Z Orenburga do Ilecka przybył duży oddział Czerwonej Gwardii, żądając od Kozaków całkowitego uznania władzy bolszewickiej, zapłaty kontrybucji i oddania całej broni. Po odmowie najważniejsi Kozacy zostali aresztowani i skazani na karę śmierci przez rozstrzelanie. Jednocześnie czerwonogwardiści wraz z miejscowymi bolszewikami rozpoczęli w Ilecku grabieże mienia kozackiego. W rezultacie Kozacy, otrzymując wsparcie od ludności sąsiednich stanic, zaatakowali garnizon Ilecka, niszcząc go. Doprowadziło to do otwartej walki wszystkich Kozaków uralskich z bolszewikami. W Uralsku grupa oficerów na czele z gen. Matwiejem F. Martynowem aresztowała czołowych działaczy bolszewickich, przejmując władzę w mieście. Władze bolszewickie z Orenburga i Saratowa zażądały w ultimatum zaprzestania powstania i zdania broni oraz uznania swojej władzy, ale przywódcy kozaccy uznali bolszewików za bandytów i oświadczyli, że będą z nimi walczyć do ostatniej kropli krwi. Pod koniec kwietnia 1918 r. na Uralsk ruszyły wojska bolszewickie. Niezbyt liczne oddziały Kozaków z miasta i okolicznych stanic, zgrupowane w drużyny, stawiły im skuteczny opór, zdobywając dużo uzbrojenia i wyposażenia wojskowego, m.in. samolot.
W tym czasie decyzją Przedstawicielstwa Wojskowego Kozaków uralskich została utworzona Armia Uralska. Wojska bolszewickie otrzymywały jednak nowe liczne posiłki, w związku z czym pod koniec czerwca 1918 r. podeszły pod Uralsk. Tymczasem Kozacy otrzymali dostawy uzbrojenia od samarskiego Komucza, a okoliczni chłopi przysłali posiłki, zgrupowane w drużyny. Na ich bazie sformowano pułki, np. 33 Pułk Nikołajewski (chłopi z guberni samarskiej), czy Pułk Pozdniakowski (chłopi z guberni saratowskiej). W ten sposób obrona miasta została silnie wzmocniona. Pierwszy lipcowy szturm wojsk bolszewickich został odparty. Podczas niego doszło do tzw. Ataku starców, kiedy starsi wiekiem Kozacy, sami przeprowadziwszy mobilizację i uzbroiwszy się w różnorodną broń, od zwykłych pik po szable, zaatakowali jeden z oblegających Uralsk oddziałów bolszewickich, zmuszając go do chwilowego odwrotu. Ponieśli jednak bardzo duże straty. Garnizon Uralska wykorzystał sytuację, atakując pozostałe oddziały, wskutek czego wycofały się. Odwrót przerodził się w paniczną ucieczkę poza granice obwodu uralskiego, a na niektórych kierunkach, np. w rejonie Nikołajewska, udało się Kozakom zająć nowe obszary. Jednakże Wojskowe Przedstawicielstwo Kozaków uralskich wystąpiło przeciw prowadzeniu działań wojennych poza granicami obwodu uralskiego. Jedynie w celu wsparcia Ludowej Armii Komucza i Samodzielnej Armii Orenburskiej zostały wysłane dwa pułki kawalerii.
Do połowy sierpnia 1918 r. wojska bolszewickie nie atakowały Armii Uralskiej. Wojskowy Zjazd Kozaków uralskich zdecydował, że w takiej sytuacji nie będzie też działań zaczepnych z ich strony. To spowodowało, że bolszewicy zgromadzili siły przeciwko Ludowej Armii Komucza, po czym pobili ją. Następnie skierowali swoje wojska przeciwko Armii Uralskiej z różnych kierunków. Na tyłach armii desanty wysadziła Wołżsko-Kaspijska Flotylla Wojenna, wspierając je ogniem dział swoich okrętów. Kozacy ponownie otrzymali uzbrojenie i wyposażenie wojskowe od Komucza, dzięki czemu sformowali nowe i uzupełnili dotychczasowe pułki. Udało im się powstrzymać natarcie i znowu odrzucili wojska bolszewickie ze swoich granic. Jednakże Wojskowy Zjazd Kozaków uralskich powtórzył poprzedni błąd, nie okazując pomocy silnie zagrożonej Ludowej Armii Komucza. W rezultacie wojska bolszewickie zdobyły Kazań i inne miasta. W tym czasie Armia Uralska została przeorganizowana. Sztab armii składał się z oddziałów generał-kwatermistrza, operacyjnego, wywiadowczego i dyżurnego generała (wydziały sztabu wojskowego, mobilizacyjny, szkoleniowy i inspektorski). Przy sztabie znajdowały się zarząd inżynierski i oddział zaopatrzenia artyleryjskiego. W październiku 1918 r. ponownie doszło do zaciętych walk pod Uralskiem. Początkowo pod miasto dotarł na czele grupy wojsk Wasilij I. Czapajew. Zajęły one miasto, ale wkrótce potem zostały rozbite, a W. I. Czapajew uciekł. Do Uralska pod koniec października skierowały się jednak 2 następne bolszewickie zgrupowania wojskowe. Zostały one pokonane i zmuszone do odwrotu. Kozacy zdobyli duże ilości uzbrojenia i wyposażenia wojskowego. Wojska bolszewickie, po likwidacji frontu iżewskiego, zebrały nowe siły. W połowie grudnia po raz kolejny zaatakowali Armię Uralską, przemianowaną 28 grudnia rozkazem głównodowodzącego wojskami białych na Wschodzie adm. Aleksandra W. Kołczaka na Samodzielną Armię Uralską. Nacierali jednocześnie w kierunku na Uralsk, Ileck, stanicę Słamichinską i Guriew. Kozakom zabrakło sił, więc zwrócili się o pomoc do adm. A. W. Kołczaka. W styczniu 1919 r. transport broni i wyposażenia wojskowego dotarł do granicy obwodu uralskiego. Dowiedziało się o nim dowództwo bolszewickie, kierując część oddziałów w celu jego przechwycenia. Kozacy z kolei wysłali z frontu pod Uralskiem swoją najlepszą dywizję kawalerii, osłabiając obronę miasta. Doprowadziło to do utraty Uralska 24 stycznia 1919 r. Wcześniej padł Ileck. Dywizja kawalerii została zawrócona, odbijając nawet Uralsk, ale szybko została z niego wyrzucona kontratakiem wojsk bolszewickich. Cała północna część obwodu uralskiego znalazła się pod władzą bolszewików. Natarcie na Guriew udało się natomiast odeprzeć i zniszczyć wysadzony na tyłach desant. Pomimo tego położenie strategiczne Samodzielnej Armii Uralskiej było ciężkie. Utrata Uralska podkopała morale jej oddziałów. Brakowało też zapasów i posiłków. Do pocz. marca 1919 r. wojska bolszewickie zajęły ponad połowę obwodu uralskiego, w tym stanicę Słamichinskaja. W ten sposób pojawiło się zagrożenie zepchnięcia Kozaków uralskich w dół Uralu, gdzie brakowało zapasów żywności. Uralski Zjazd Wojskowy zaproponował pomysł odwrotu resztek armii wraz z uchodźcami cywilnymi wiosną do Fortu Aleksandrowskiego. 11 marca na czele armii został postawiony ataman płk Władimir S. Tołstow. W tym czasie bolszewicy przysłali do stanicy Mergienowskiej swoją delegację pokojową, prowadzącą równocześnie agitację wśród Kozaków. Jednakże po przybyciu do stanicy ataman W. S. Tołstow, mianowany generałem majorem, rozkazał rozstrzelać członków delegacji i tych Kozaków, którzy prowadzili z nimi negocjacje. Pod koniec marca Samodzielna Armia Uralska liczyła mniej niż 17 tys. żołnierzy. Po wyborze nowego atamana podniosło się ich morale. Pułkownik W. S. Tołstow rozpoczął ofensywę (skoordynowaną z ogólną ofensywą wojsk białych adm. A. W. Kołczaka na Syberii), w wyniku której nie tylko odzyskano utracone obszary obwodu uralskiego, ale zajęto też pograniczne tereny samarskiej i saratowskiej guberni. Bolszewicka 4 Armia poniosła bardzo duże straty. Na pocz. kwietnia została rozbita, broniąca się w Łbiszczewsku, 25 Dywizja Strzelecka W. I. Czapajewa. Do walki z wojskami bolszewickimi przystąpili również Kozacy z północnej części obwodu uralskiego, wyrzucając bolszewików. Ich odwrót był tak szybki, że nie zdążyli ewakuować 3-tysięcznego garnizonu Uralska, zablokowanego przez najlepsze jednostki Kozaków uralskich. Generał W. S. Tołstow resztę sił skierował na pomoc wojsk adm. A. W. Kołczaka. Jednakże nie udało mu się zdobyć z marszu Uralska. Pozostałe szturmy Kozaków też zostały odparte, gdyż brakowało im kadry oficerskiej i uzbrojenia. W lipcu 1919 r. spod Ufy powróciła pod Uralsk odtworzona 25 Dywizja Strzelecka W. I. Czapajewa, ratując bardzo już osłabiony garnizon miasta. Po odblokowaniu Uralska przeciw Samodzielnej Armii Uralskiej, podporządkowanej pod względem operacyjnym Siłom Zbrojnym Południa Rosji gen. A. I. Denikina, zostały skierowane nowe siły. Kozacy uralscy ponownie byli zmuszeni wycofywać się w bardzo ciężkich walkach, początkowo pod Łbiszczeńsk. Do początku września linia frontu doszła pod stanicę Sacharnaja nad rzeką Ural. W tym czasie w skład Samodzielnej Armii Uralskiej weszło ok. 2 tys. Kozaków orenburskich z I Orenburskiego Korpusu Kozackiego, dowodzonych przez gen. I. G. Akulinina, którzy od początku września wycofywali się wzdłuż taszkienckiej linii kolejowej. Wzmocnienie Kozaków uralskich pozwoliło im wyprowadzić spod stanicy Sacharnaja niespodziewane uderzenie grupy kawalerii złożonej z czterech pułków, w wyniku którego został zdobyty Łbiszczeńsk z ogromnymi składami uzbrojenia i wyposażenia wojskowego. Kozacy rozbili też sztab i dowództwo bolszewickiej 25 Dywizji Strzeleckiej, stacjonujące w mieście (zabity został m.in. W. I. Czapajew). Front znowu powrócił w rejon Uralska, który został po raz drugi zablokowany. Jednakże w tym czasie wojska bolszewickie rozgromiły Samodzielną Armię Orenburską. Dzięki temu siły te zostały skierowane przeciw Kozakom uralskim, wśród których w październiku wybuchła epidemia tyfusu. Pomoc medyczna wysłana od gen. Antona I. Denikina przyszła zbyt późno. W listopadzie pułki Samodzielnej Armii Uralskiej zmalały do rozmiarów sotni.
Resztki armii wycofały się pod koniec 1919 r. do Guriewa. Dowództwo bolszewickie wysłało ultimatum o poddaniu się w zamian za darowanie życia Kozakom. Zostało ono jednak odrzucone. W rezultacie pod naporem ofensywy bolszewickiej wojsk Frontu Turkiestańskiego Kozacy wycofali się wzdłuż wschodniego brzegu Morza Kaspijskiego na południe. Guriew został zajęty 5 stycznia 1920 r. Generał W. S. Tołstow zamierzał pierwotnie przeprawić swoje 15-tysięczne oddziały na północny Kaukaz, do sił gen. A. I. Denikina. Jednakże z powodu zamarznięcia Morza Kaspijskiego w rejonie wsi Żiłaja Kosa, dokąd Kozacy doszli, postanowiono przemaszerować do Fortu Aleksandrowskiego, gdzie po bardzo ciężkim marszu dotarto na pocz. marca 1920 r. Liczebność Kozaków spadła do ok. 3 tys. ludzi, z których większość miało odmrożone różne części ciała. Tam Kozacy uzyskali zapewnienie ewakuacji morzem przez statki gen. A. I. Denikina. Z powodu klęsk wojsk denikinowskich ewakuacja objęła tylko mniejszą część Kozaków uralskich. Pozostali, w liczbie ok. 1,9 tys. ludzi w najlepszej formie, po podejściu na pocz. kwietnia pod Fort Aleksandrowski bolszewickiej Wołżsko-Kaspijskiej Flotylli Morskiej, poddali się bolszewikom. Szeregowi Kozacy zostali włączeni do bolszewickich pułków kawalerii. Wielu z nich później zdezerterowało z nich, aby dalej walczyć z bolszewikami. Oficerów, wbrew zapewnieniom, bolszewicy rozstrzelali. Natomiast ponad 200-osobowa grupa Kozaków na czele z gen. lejt. W. S. Tołstowym wydostała się z Fortu Aleksandrowskiego i poprzez ziemie Kirgizów przeszła 22 maja 1920 r. na terytorium Persji. Na obszarze obwodu uralskiego ostatnie walki z niewielkimi oddziałami kozackimi i partyzantów trwały jeszcze do maja.

## Dowódcy
- gen. mjr Matwiej F. Martynow (do końca września 1918 r.)
- gen. mjr Władimir I. Akutin (do 13 listopada 1918 r.)
- gen. lejt. N. A. Sawieliew (do 8 kwietnia 1919 r.)
- gen. lejt. Władimir S. Tołstow

## Skład organizacyjny
Stan na koniec października 1919 r.:
- I Uralski Korpus Kozacki
  - 1 Dywizja Kawalerii Kozaków uralskich
  - 1 Partyzancki Pułk Konny
  - 2 Partyzancki Pułk Konny
  - Łbiszczeński Pułk Konny
  - 2 Dywizja Kawalerii Kozaków uralskich
  - 3 Ilecka Dywizja Kawalerii Kozaków uralskich
  - 6 Dywizja
  - Pułk Słamichiński
  - Pułk Czichiński
  - 2 Pułk Partyzancki
- II Ilecki Korpus Kozacki
  - 4 Ilecka Dywizja Kawalerii Kozaków uralskich
  - 5 Ilecka Dywizja Kawalerii Kozaków uralskich
  - Brygada Guriewska
  - Guriewski Pułk Pieszy
  - Guriewska Bateria Artylerii
  - Oddział Słamichiński
  - Samodzielna Burenińska Brygada Kozacka
- III Uralsko-Astrachański Korpus
- I Orenburski Korpus Kozacki
  - 1 Dywizja Kawalerii Kozaków orenburskich
  - Grupa płk. M. G. Smirnowa
  - Grupa starszyny wojskowego Kierencewa
  - Rezerwa (grupa esauła Kryłowa)
  - 2 Linieński Pułk Kozacki